# VLF
VLF er en forkortelse for det engelske tekniske begreb Very Low Frequency ("Meget Lav Frekvens"). VLF er radiobølger i frekvensintervallet (fra men ikke med) 3 kHz – 30 kHz, der har følgende korresponderende bølgelængdeinterval i vakuum (fra men ikke med) 100 km - 10 km.
Radiostationen i Grimeton er designet til at sende på 17,2 kHz.
På grund at den meget lave frekvens er båndet ikke særligt egnet til data kommunikation. Det bliver dog brugt til én-vejs kommunikation til Undervandsbåde, da signalerne kan trænge ned i saltvand til en dybde af 40 meter.
Der er følgende web-fjernstyrede radiomodtagere man kan lytte til:
- NASA VLF-radiomodtager man kan lytte til. Der er også optagne signaler med frekvensspektra med beskrivelser, hvor der står om signalets ophav er kendt eller ukendt.[1]
- Hollandsk VLF radiomodtager.[2]